# Kultura Nagyrév
Kultura Nagyrév – kultura archeologiczna wczesnej epoki brązu na Wielkiej Nizinie Węgierskiej. Bierze swoją nazwę od eponimicznego stanowiska we wsi Nagyrév, leżącej w powiecie Kunszentmárton na Węgrzech.

## Geneza
Według niektórych badaczy kultura Nagyrév, wiąże się z pojawieniem się nowej fali wpływów z południa. Jednak takie wytłumaczenie zdaje być się zbytnim uproszczeniem, wobec tego inni archeolodzy podkreślają, że podłożem dla powstania tej kultury, musiała być grupa Makó-Kosihy-Čaka, co daje zauważyć się w licznych analogiach w inwentarzu tych jednostek taksonomicznych. Odrębnym problemem jest najwcześniejsza grupa występująca w horyzoncie wczesnonagyrevskim, czyli grupa Csepel. W jej przypadku mamy do czynienia z pojawieniem się ludności kultury pucharów dzwonowatych na terytorium zajmowanym przez ludność grupy Makó-Kosihy-Čaka.

## Chronologia i obszar występowania
Dająca początek horyzontowi wczesnonagyrevskiemu grupa Csepel, istniała w okresie 2300–2200/2150 lat p.n.e. (lata kalibrowane). Około 2200 roku p.n.e. można powiedzieć o wykształcaniu się kultury Nagyrév na obszarze Wielkiej Niziny Węgierskiej. Istniała ona przez okres A1 wczesnej epoki brązu według chronologii Paula Reineckego, a zaniknęła w początkach okresu A2. Czyli według dat kalibrowanych istniała ona w latach około 2200–1900 p.n.e. Swoim zasięgiem obejmowała obszar środkowego dorzecza Cisy i pas terenu między Cisą a Dunajem. W przypadku grupy Csepel mamy do czynienia z pasem od kolana Dunaju do wyspy Czepel.

## Osadnictwo i budownictwo
Niestety osadnictwo i budownictwo kultury Nagyrév jest słabo poznane. We wczesnej fazie tej kultury osady lokowane były w większości nisko na terasach rzek lub potoków i to zarówno na Wielkiej Nizinie Węgierskiej, jak też na pagórkowatym obszarze Transdanubii. W fazach pełnego rozwoju ludność zamieszkiwała osiedla wznoszone na tellach (Nagyrév, Tószeg, Male Kosihy). Z osad znamy zabudowania w postaci półziemianek, trudno jednak o jakieś uogólnienia dotyczące charakteru obiektów mieszkalnych i gospodarczych.

## Obrządek pogrzebowy
Obrządek pogrzebowy panujący w tej kulturze był ciałopalny. Dominują groby z warstwą ciałopalną, mniej zaś jest pochówków popielnicowych. Jamy grobowe w tym pierwszym przypadku są dość duże, mają najczęściej prostokątny zarys. Wyposażenie składa się ze sporej liczby naczyń, niekiedy aż 10 sztuk. W południowo-wschodniej części zasięgu kultury Nagyrév, zwłaszcza w rejonie ujścia Maruszy do Cisy, mamy do czynienia z pojawieniem się obrządku szkieletowego. Zjawisko to interpretuje się jako wpływ grupy Pitvaros na omawianą kulturę. Mamy tam również do czynienia z grobem birytualnym, gdzie obok resztek ciałopalenia znaleziono niespalony szkielet dziecka spoczywający w pitosie.

## Inwentarz
Inwentarz kultury Nagyrév znany jest głównie z wyrobów ceramicznych. W większości przypadków są to naczynia podobne do tych, które znamy z grupy Csepel. Charakterystyczne są dzbany z dość wysoką, zwężającą się szyjką i z charakterystycznie „odsadzonym” brzuścem, o zaokrąglonym załomie. Niekiedy na ich dolnej części (od nasady szyjki) występują grupy długich, dochodzących aż do dna żeberek. Nad Cisą licznie występują dzbany z dwustożkowym, posiadającym ostry załom brzuścem, podkreślonym często przez listwę. Występują tutaj także typowe dzbany o esowatym profilu, o powierzchni zewnętrznej chropowaconej za pomocą obmazywania miotełką, co w pewnym stopniu przypomina tak zwany ornament tekstylny. Mała jest natomiast rozpiętość form wśród mis, a z większych naczyń charakterystyczne są amfory znacznie odbiegające techniką od okazów grupy Csepel. Zazwyczaj mają one wyraźnie zaznaczone trzy człony: szyjkę oraz górną i dolną, wyraźnie chropowaconą część brzuśca.
Z wyrobów nieceramicznych znamy niewielką liczbę przedmiotów, z których na szczególną uwagę zasługuje spiralka z drutu brązowego i zausznica ze złotego drutu w postaci małego kółka „o powrotnym zwoju”. Ogólnie rzecz biorąc brązy są w tej kulturze jeszcze bardzo rzadkie.

## Zanik i wpływ na powstanie innych kultur
Kultura Nagyrév miała bardzo duży wpływ na powstanie i rozwój innych kultur wczesnej epoki brązu. Jej wpływy widoczne są m.in. w kulturze unietyckiej.